# Criollos de Caguas FC
El Criollos de Caguas FC és un club porto-riqueny de futbol de la ciutat de Caguas. Va ser fundat el 1981.

## Palmarès
- Puerto Rico Soccer League:[2]
  - 2014
- Super Copa de Fútbol Gigante:[2]
  - 2014
- Copa Excelencia:[2]
  - 2014
- Liga Nacional de Fútbol de Puerto Rico:[2]
  - 2015
- Bayamon Cup:
  - 2015, 2016
- Copa Mickey Jimenez:
  - 2016